# Pierre Gouget
Pour les articles homonymes, voir Gouget.
Pierre Gouget, né le 22 mars 1932 à Fleury-sur-Orne (Calvados) et mort le 6 juillet 2003 à Dijon,, est un coureur cycliste français. Il évolue au niveau professionnel de 1956 à 1960.

## Palmarès

### Palmarès amateur
- 1951
  - 2e de Paris-Bligny-Reims
- 1952
  - 2e du Tour de Paris
- 1953
  - Une étape du Tour d'Île-de-France
- 1954
  -  Champion de France des sociétés
  - Paris-Noisy
  - Critérium des Vainqueurs
  - Paris-Nogent-sur-Oise
  - 3e du Circuit d'Île-de-France
- 1955
  -  Champion de France des sociétés
  - Champion d'Île-de-France des sociétés[n 1]
  - 6e étape de la Course de la Paix
  - 2e de Paris-Forges-les-Eaux
  - 2e de Basel-Boncourt (clm)
  - 3e de Paris-Verneuil

### Palmarès professionnel
- 1956
  - 2e de Tour du Sud-Est
  - 6e du Critérium du Dauphiné libéré
- 1957
  - Classement général du Tour de l'Ouest
  - Classement général du Tour de Normandie
  - 9e du Critérium du Dauphiné libéré
- 1958
  - 10e du Milan-San Remo[n 2]

### Résultats sur les grands tours

#### Tour de France
1 participation
- 1960 : abandon (15e étape)

#### Tour d'Italie
1 participation
- 1958 : 70e